# Christel Steffin
Christel Steffin (n. 4 aprilie 1940, Hohennauen⁠(d), Seeblick, Brandenburg, Germania) este o înotătoare ce a reprezentat Germania, medaliată olimpică. A participat la 2 ediții ale Jocurilor Olimpice (1956, 1960) în care a câștigat o medalie de bronz.